# Okamuraea micrangia
Okamuraea micrangia là một loài Rêu trong họ Leucodontaceae. Loài này được (Müll. Hal.) Y.F. Wang & R.L. Hu mô tả khoa học đầu tiên năm 2000.